# Лерой Діксон
Лерой Діксон (англ. Leroy Dixon; нар. 20 червня 1983) — американський легкоатлет, який спеціалізувався в бігу на короткі дистанції.

## Спортивні досягнення
Чемпіон світу з естафетного бігу 4×100 метрів (2007).
Срібний призер з бігу на 60 метрів на чемпіонаті США в приміщенні (2008).